# MDA (program)
Message delivery agent (MDA) (ung. meddelandeleverantör) är ett program som ser till att e-post blir levererat till mottagaren.